# Richard FitzAlan, X conte di Arundel
Richard FitzAlan (Sussex, 1306 – Sussex, 24 gennaio 1376) è stato un nobile e militare inglese, decimo conte di Arundel e ottavo Conte del Surrey.

## Biografia
Era il figlio maggiore di Edmund FitzAlan, nono conte di Arundel, e Alice de Warenne.
Intorno al 1321, suo padre risultava alleato con uno dei favoriti del re Edoardo II d'Inghilterra: Hugh le Despenser, I conte di Winchester. Richard sposò quindi la figlia di Hugh Isabel le Despenser.
La fazione dei Despenser cadde però in disgrazia ed il 17 novembre 1326 Edmund venne accusato di tradimento e condannato a morte; le sue proprietà e i suoi titoli vennero confiscate e non poterono essere ereditati da Richard.
Tuttavia la situazione politica dal 1330 cambiò e nel corso degli anni successivi Richard fu gradualmente in grado di riacquistare la contea di Arundel e le grandi tenute che suo padre aveva tenuto in Sussex e nelle Marche gallesi .

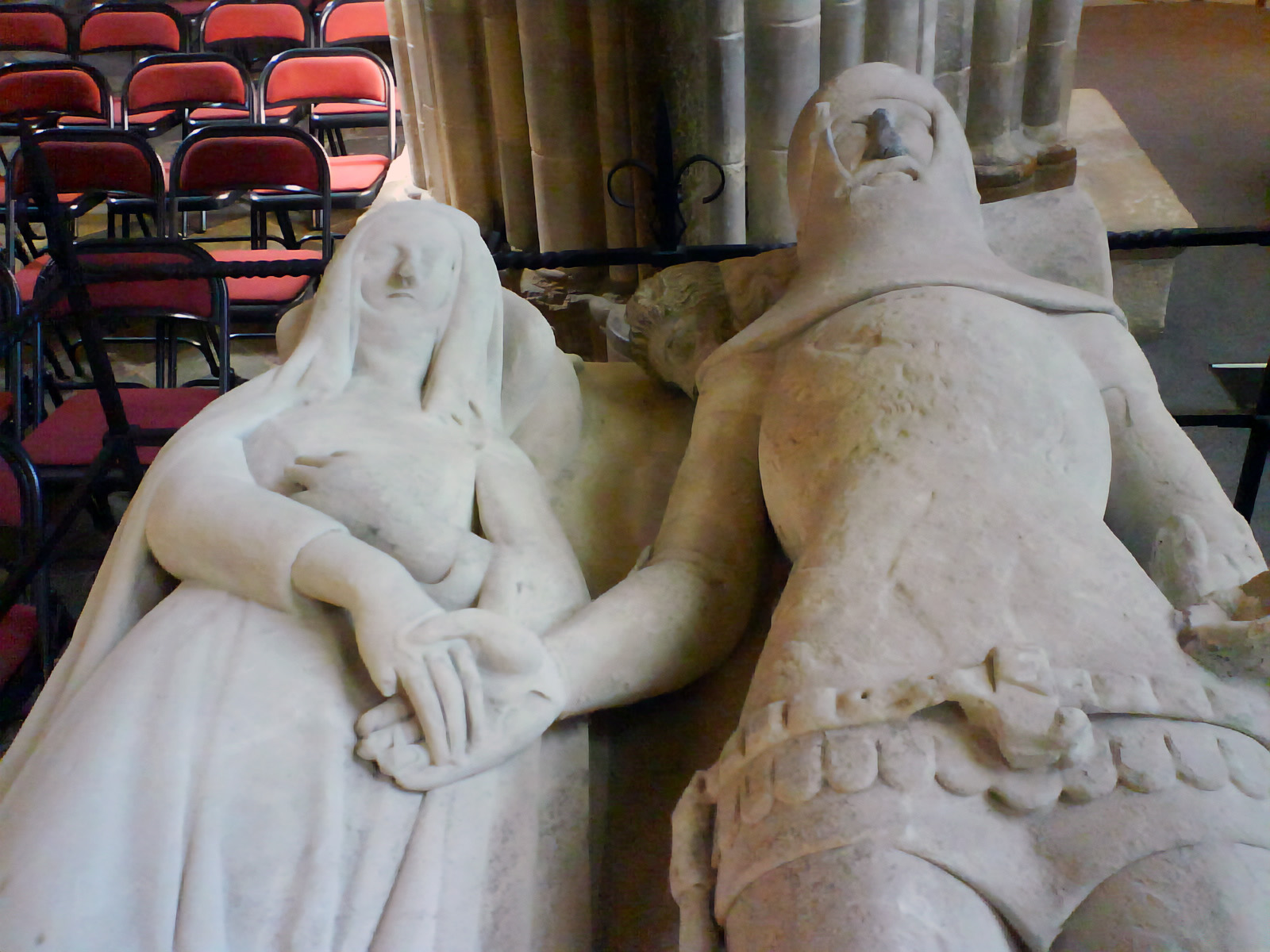
Tomba con le statue di Richard FitzAlan e Eleonora di Lancaster

Inoltre nel 1334 fu nominato High Sheriff di Caernarvonshire, governatore del Castello di Caernarfon e Giustiziere di North Wales, ufficio che più tardi gli venne tramutato in incarico a vita.
Politicamente fu uno dei sostenitori in Galles più fedeli di Edoardo il Principe Nero.
Nonostante le sue alte cariche in Galles, nei decenni successivi Arundel spese molto del suo tempo a combattere in Scozia nelle Guerre di indipendenza scozzesi e in Francia nella guerra dei cent'anni.
Nel 1337 Arundel fu nominato comandante congiunto dell'esercito inglese nel nord e l'anno successivo fu nominato comandante unico.
Nel 1340 combatté nella battaglia di Sluys e poi prese parte all'assedio di Tournai. Dopo un breve periodo come Guardiano delle Scottish Marches, tornò sul continente dove combatté in una serie di campagne ricevendo la nomina di tenente comune di Aquitania nel 1340.
Arundel fu uno dei tre principali comandanti inglesi nella battaglia di Crécy e trascorse gran parte degli anni successivi impegnato in diverse campagne militari e in missioni diplomatiche.
Nel 1347 riuscì ad ottenere la contea di Surrey (o Warenne), che ulteriormente accrebbe la sua grande ricchezza. Non usò però il titolo aggiuntivo se non dopo la morte della contessa vedova di Surrey nel 1361.
Concesse enormi prestiti al re Edoardo III d'Inghilterra e alla sua morte lasciò agli eredi grandi somme di denaro.

## Matrimonio e discendenza
Dal primo matrimonio con Isabel le Despenser (vivente nel 1356) ebbe:
- Edmund de Arundel, che divenne illegittimo con l'annullamento del matrimonio. Sposò Sibilla, figlia di William Montacute, I conte di Salisbury. La loro figlia, Philippa de Arundel, sposò Sir Richard Sergeaux[1].
- Mary (?-29 agosto 1396), sposò John le Strange, IV signore di Blackmere

Dal secondo matrimonio con Eleonora di Lancaster ebbe sei figli: 
- Richard, che gli succedette come undicesimo conte di Arundel.
- John FitzAlan, I barone Arundel, che fu Maresciallo d'Inghilterra e che morì annegato nel 1379.
- Thomas Arundel, che divenne Arcivescovo di Canterbury.
- Joan FitzAlan (1348 - 7 aprile 1419) che sposò Humphrey di Bohun, VII conte di Hereford.
- Alice FitzAlan (1350 - 17 marzo 1416), che sposò Thomas Holland, II conte di Kent.
- Eleanor Fitzalan (1356 - prima del 1366).